# Замок Бремар
Замок Бремар (англ. Braemar Castle) — шотландский замок, который расположен в окрестностях деревни Бреймар, область Абердиншир, Шотландия. С 2008 года замок открыт для публики.

## История
Замок Бремар был построен Джоном Эрскином в 1628 году на холме, с видом на реку Ди. Земли вокруг замка принадлежали графам Мар, отсюда и название Бремар, которое переводится как «холмы Мар». Крепость была отличным местом для жизни графа, чтобы наблюдать за его территорией и всех, кто прошёл через неё. 

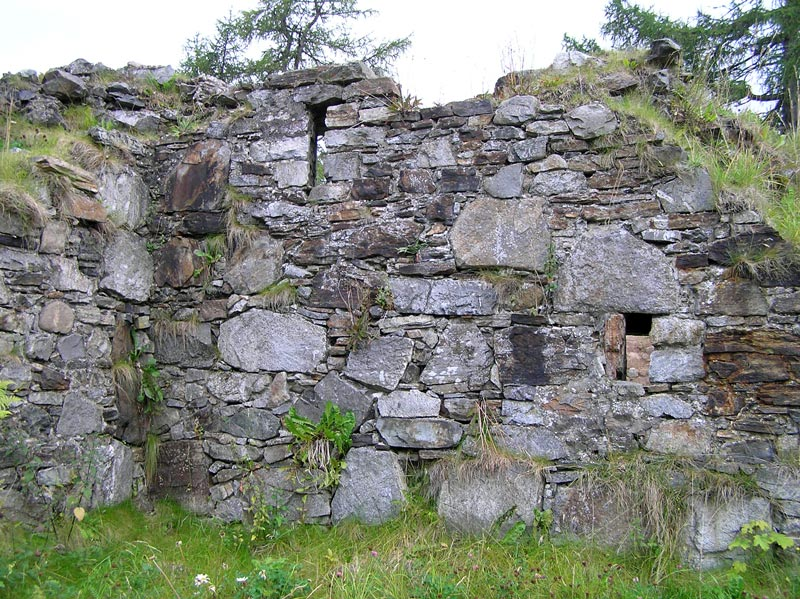
Руины замка Киндрокит

Крепость Бремар, L-образная башня, которая была построена в основном как охотничий домик. Это была база для больших охотничьих групп, собирающихся охотиться на оленей и кабанов. Раньше на территории замка Бремар был расположен более старый королевский замок, Киндрокит (англ. Kindrochit), построенный Малькольмом Кэнмором в XI веке. Недавние стабилизационные работы в Киндроките показали, что, возможно, он является самым старым каменным замком в Шотландии. Руины старого замка можно увидеть напротив лавки мясников в деревне Бремар.

Замок Бремар был сожжён якобитом, Джоном Фаркварсоном, чтобы правительство не смогло удержать свои военные силы в Дезиде. Когда Джон Грэм из Клаверхауза (Бонни Данди) был убит в битве при Килликранки, восстание быстро сошло на нет.

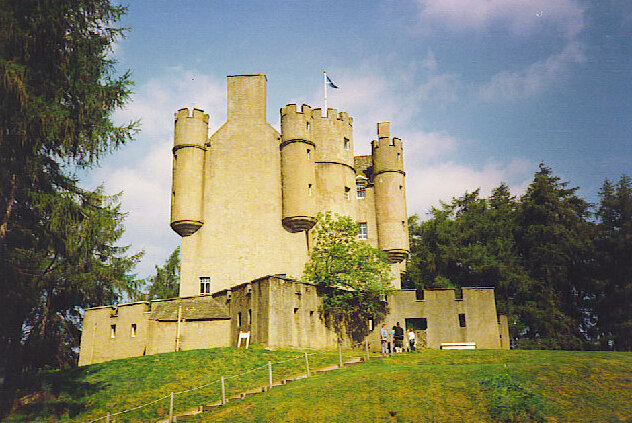
Вид со стороны, замок Бремар

В 1715 году якобиты снова подняли восстание, на этот раз под командованием 6-го графа Мар. Кланы собрались в Бремаре, но мятеж снова был раздавлен.
После якобитских восстаний, британская армия забрала замок Бремар в свой контроль, чтобы подавить любые дальнейшие мысли о восстании в горной местности.
К 1820-м годам потребность гарнизона в замке Бремар ослабела, и между Военными и Фаркхарсонами начались переговоры о возвращении замка. Однако эти переговоры затянулись на протяжении многих лет, и замок не был окончательно освобождён аж до 1831 года. Кэтрин Фаркхарсон, унаследовавшая наследство Инверкаульда от своего отца, приступила к программе реконструкции, чтобы снова превратить замок в комфортабельный семейный дом. Восстановление замка началось под руководством архитектора Джона Адама.

## Гарнизон замка

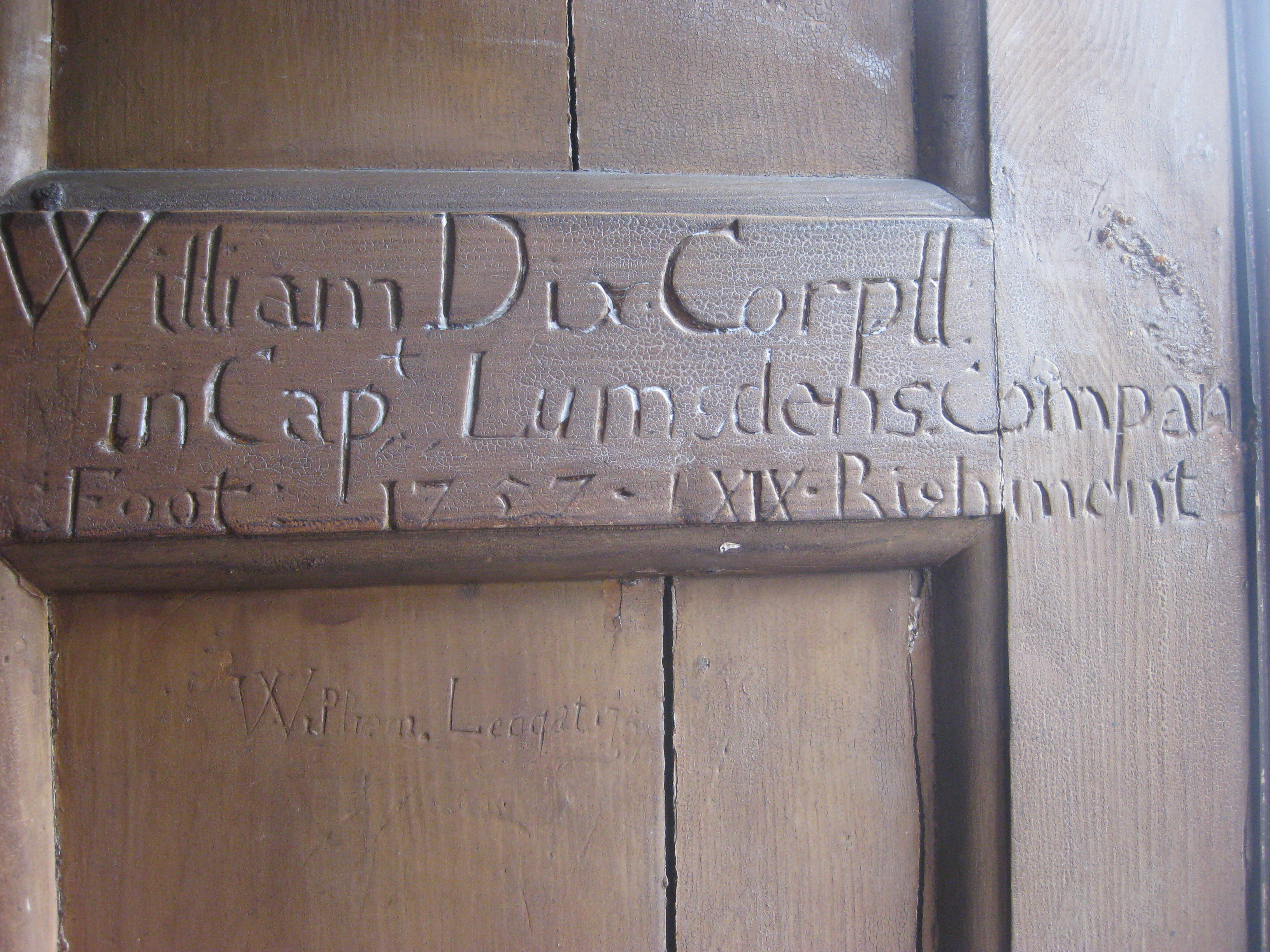
Древние надписи в столовой замка Бремар XVIII века

Британская армия переехала в замок Бремар в 1748 году. Замок был частично в руинах, из-за того, что никогда не ремонтировался, даже после пожара почти шестьдесят лет назад. Армия отремонтировала крышу и построила новую звёздную занавес в стиле французской военной архитектуры. Документальные свидетельства из сохранившихся писем также показывают, что солдаты горько жаловались на дымоходы. Дальнейшие свидетельства середины XX века свидетельствуют о том, что ремонтные работы так и не смогли решить эту проблему.

## Архитектура
Здание представляет собой пятиэтажный замок, с навесными стенами и шестью остроугольными выступами. По периметру замка расположены несколько трехэтажных угловых башен. На первом этаже расположены каменные сводчатые комнаты, в которых находились караульные помещения, кухня и помещения для хранения боеприпасов. Они построены в выступах внешней стены.